# Sarai Gascón
Sarai Gascón Moreno (Tarrasa, 16 de noviembre de 1992) es una deportista española que compite en natación adaptada. Ganó nueve medallas en los Juegos Paralímpicos de Verano entre los años 2008 y 2024.

## Palmarés internacional
| Juegos Paralímpicos | Juegos Paralímpicos     | Juegos Paralímpicos | Juegos Paralímpicos                |
| Año                 | Lugar                   | Medalla             | Prueba                             |
| ------------------- | ----------------------- | ------------------- | ---------------------------------- |
| 2008                | Pekín (China)           | Medalla de plata    | 100 m braza SB9                    |
| 2012                | Londres (Reino Unido)   | Medalla de plata    | 100 m mariposa S9                  |
| 2012                | Londres (Reino Unido)   | Medalla de bronce   | 100 m libre S9                     |
| 2016                | Río de Janeiro (Brasil) | Medalla de plata    | 100 m mariposa S9                  |
| 2016                | Río de Janeiro (Brasil) | Medalla de plata    | 100 m libre S9                     |
| 2016                | Río de Janeiro (Brasil) | Medalla de plata    | 200 m estilos SM9                  |
| 2020                | Tokio (Japón)           | Medalla de plata    | 100 m libre S9                     |
| 2020                | Tokio (Japón)           | Medalla de bronce   | 100 m mariposa S9                  |
| 2024                | París (Francia)         | Medalla de bronce   | 4 × 100 m estilos (34 ptos.) mixto |